# Sulzemoos
Sulzemoos là một đô thị ở huyện Dachau bang Bayern nước Đức. Đô thị Sulzemoos có diện tích 19,04 km², dân số thời điểm ngày 31 tháng 12 năm 2006 là 2591 người.